# Дикс, Вильям Чаттертон
Вильям Чаттертон Дикс (англ. William Chatterton Dix; 14 июня 1837 — 9 сентября 1898) — английский автор религиозных гимнов и рождественских песен.
Родился в Бристоле, Англия, в семье хирурга Джона Росса Дикса. Своё второе имя Вильям получил в честь английского поэта Томаса Чаттертона. После окончания образования он до конца жизни работал управляющим в страховой компании в Глазго, Шотландия.
В возрасте 29 лет Дикс тяжело заболел, в результате чего на несколько месяцев был прикован к постели. Несмотря на последовавшую за этим депрессию многие известные произведения были созданы в тот период.
Среди наиболее известных религиозных гимнов Дикса являются As with Gladness Men of Old, What Child Is This?, To you, O Lord, our hearts we raise and Alleluia! Sing to Jesus.
Вильям Чаттертон Дикс скончался 9 сентября 1898 года в поселении Чеддере, графство Сомерсет, Англия. Был похоронен в приходской церкви Чеддера.